# Karaczany Bośni i Hercegowiny
Karaczany Bośni i Hercegowiny – ogół taksonów owadów z rzędu karaczanów (Blattodea) stwierdzonych na terenie Bośni i Hercegowiny.

## Karaczanowate(Blattidae)
- Blatta orientalis Linnaeus, 1758[1] – karaczan wschodni

## Prusakowate(Blattellidae)
- Blattella germanica (Linnaeus, 1767)[2] – karaczan prusak
- Capraiellus tamaninii (Galvagni, 1972)[3]
- Ectobius albicinctus (Brunner von Wattenwyl, 1861)[4]
- Ectobius balcani Ramme, 1923[5]
- Ectobius erythronotus Burr, 1898[6]
- Ectobius lapponicus (Linnaeus, 1758)[7] – zadomka polna
- Ectobius punctatissimus Ramme, 1922[8]
- Ectobius sylvestris (Poda, 1761)[9] – zadomka leśna
- Loboptera decipiens (Germar, 1817)[10]
- Phyllodromica brevipennis (Fischer, 1853)[11]
- Phyllodromica carniolica (Ramme, 1913)[12]
- Phyllodromica graeca (Brunner von Wattenwyl, 1882)[13]
- Phyllodromica marginata (Schreber, 1781)[14]
- Phyllodromica megerlei (Fieber, 1853)[15]
- Phyllodromica pallida (Brunner von Wattenwyl, 1882)[16]
- Phyllodromica subaptera (Rambur, 1838)[17]